# Чартолани, Чичико Гаезович
Чи́чико Гае́зович Чартола́ни (груз. ჭიჭიკო ჩართოლანი; 1906, Местиа, Лечхумский уезд, Кутаисская губерния, Российская империя — 1984, Местиа, Местийский район, Грузинская ССР, СССР) — советский альпинист, заслуженный мастер спорта СССР (1951 год), инструктор альпинизма. Трёхкратный чемпион СССР по альпинизму в классе траверсов (1950, 1952 и 1957 года) за восхождения на Кавказе и Памире, бронзовый призёр 1955 года в классе технически сложных восхождений. Входил в состав президиума Федерации альпинизма Грузии.

## Краткая биография
Родился в крестьянской семье в посёлке Местиа на территории исторической области Сванетия в Грузии. Занимался сельским хозяйством и охотой, неплохо ориентировался в местных горах. Во время Великой Отечественной войны входил в состав сванского отряда особого назначения. Будучи альпинистом, помогал в укреплении обороны перевалов Главного Кавказского хребта. Он был горным проводником, участвовал в разведке и боевых вылазках. За участие в Великой Отечественной войне был награжден медалями «За отвагу», «За оборону Кавказа», имел ряд юбилейных наград. Умер в 1984 году в родном посёлке Местиа.

## Альпинистская карьера
В 1934 году Чартолани окончил трёхмесячные курсы под руководством Рожновского по подготовке новых проводников среди местных жителей, которые были организованы Обществом пролетарского туризма и экскурсий. В 1937 году отучился на инструктора альпинизма. В этом же году в составе сванской группы под руководством Габриэля Хергиани совершил своё первое восхождение по новому маршруту на Ушбу Южную и участвовал в двух альпиниадах: зимней объединённой балкаро-сванской на высочайшую вершину Кавказа и Европы Эльбрус и летней сванской на Тетнульд, во время которой на вершину поднялись 182 человека. В 1938 году Чартолани совершил восхождения на вершины Безенгийской стены Ляльвер, Гестола и Катын-Тау. В том же году он был инструктором второй сванской альпиниады на Лайлу и Гульбу.
Основные достижения Чартолани в альпинизме пришлись на послевоенные годы. В июле 1946 года в команде альпинистов под руководством И. Марра он совершил прохождение нового маршрута категории сложности 5А на Ушбу Северную с Тульского ледника через седловину со спуском по пути подъёма. 
В сентябре 1947 года, в рамках масштабного юбилейного траверса Главного Кавказского хребта, посвященного 30-летию образования СССР, Чичико Чартолани и трое других грузинских альпинистов (И. Марр, Г. Зуребиани, Б. Хергиани) прошли его семнадцатый участок через вершины Малая Трапеция — Нуам-Куан — Айлама — Цурунгап в центральной части хребта в горном районе Балкария по маршруту категории сложности 5А. Маршрут был преимущественно скальным, с большим количеством «жандармов» и трудных технических участков. Этот траверс стал первым траверсом этих вершин в истории.

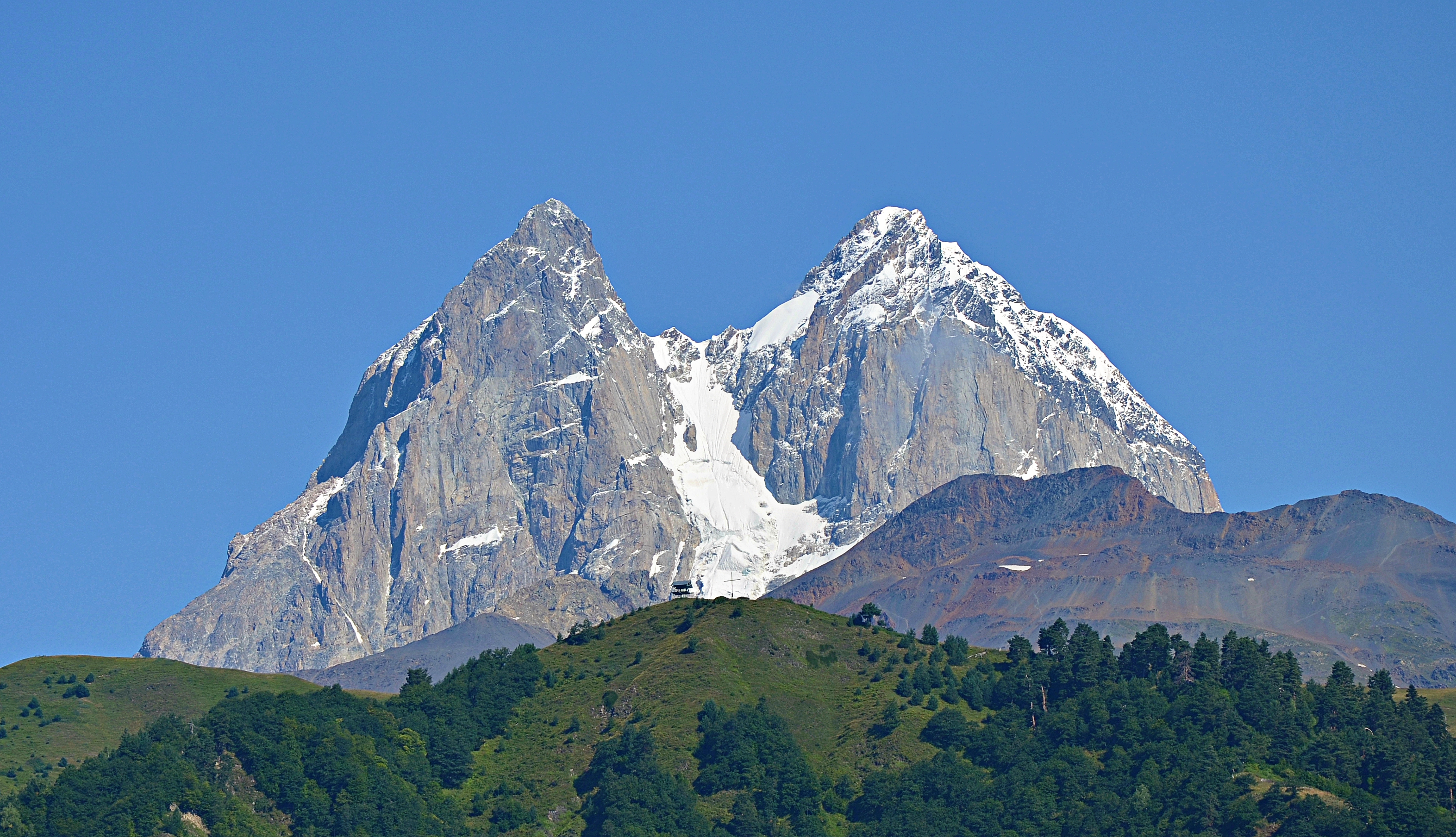
Ушба

В 1950-х годах Чартолани стал четырёхкратным победителем и призёром чемпионатов СССР по альпинизму. Все награды он получил за восхождения в составе команды Грузинского альпинистского клуба.
В 1950 году команда грузинских альпинистов решила пройти траверс горных массивов Шхельда — Ушба в память об альпинисте Алёше Джапаридзе. Джапаридзе и вся его группа погибли в октябре 1945 года при попытке траверса Ушба — Шхельда. Учтя опыт предыдущих неудачных попыток, команда в составе И. Марр (руководитель), Б. Хергиани, Г. Зуребиани, Ч. Чартолани и М. Гварлиани совершила траверс в обратном направлении и в более ранее время (альпинисты вышли на маршрут 31 июля). Траверс Шхельда — Ушба завершился успешно и занял 1-е место на чемпионате СССР по альпинизму 1950 года в классе траверсов. В этом же году Чичико Чартолани было присвоено звание мастера спорта СССР по альпинизму, а в 1951 году он стал заслуженным мастером спорта СССР по альпинизму.
В 1952 году Чартолани участвовал в первом траверсе вершин Шхара — Тетнульд с подъёмом на Шхару по южному ребру, который разделил 1-е и 2-е места на чемпионате СССР по альпинизму в классе траверсов с другой командой Грузинского альпинистского клуба. В 1955 году участвовал в восхождении на вершину Ушба Южная с запада через седловину, которое заняло 3-е место в классе технически сложных восхождений. 
В 1957 году Чартолани участвовал в большой грузинской экспедиции на Памир. Это был его первый опыт восхождений за пределами Кавказа. Он входил в состав штурмовой группы, которой в период с 6 по 11 августа удалось совершить первый траверс Дарвазского хребта. Во время траверса было совершено восхождение на 7 вершин: Пик Гармо и шесть безымянных вершин. Это восхождение заняло 1-е место на чемпионате СССР по альпинизму 1957 года в классе траверсов.
Чартолани активно занимался альпинизмом до середины 60-х годов, был членом президиума Федерации альпинизма Грузии. За спортивные достижения имел почётные грамоты Верховного Совета Грузинской ССР и Спорткомитетов СССР и Грузинской ССР.

## Спортивные достижения

### Чемпионаты СССР по альпинизму
- 1950 год —  1-е место (класс траверсов), траверс горных массивов Шхельда — Ушба (первопроход) в составе команды Грузинского альпинистского клуба (И. Марр, М. Гварлиани, Г. Зуребиани, Б. Хергиани, Ч. Чартолани).
- 1952 год — / 1-е/2-е места (класс траверсов), траверс вершин Шхара — Тетнульд с подъёмом на Шхару по южному ребру (первопроход) в составе команды Грузинского альпинистского клуба (Б. Хергиани, И. Габлиани, М. Гварлиани, В. Хергиани, Ч. Чартолани).
- 1955 год —  3-е место (технический класс), восхождение на вершину Ушба Южная с запада через седловину в составе команды Грузинского альпинистского клуба (И. Марр, Б. Хергиани, Ч. Чартолани, И. Габлиани).
- 1957 год —  1-е место (класс траверсов), траверс Дарвазского хребта на Памире (первопроход) в составе команды Грузинского альпинистского клуба (Д. Медзмариашвили, Г. Абашидзе, А. Ахвледиани, 3. Ахвледиани, И. Габлиани, Т. Кухианидзе, Б. Хергиани, О. Хазарадзе, Ч. Чартолани).